# Confederatie van de XIII kantons

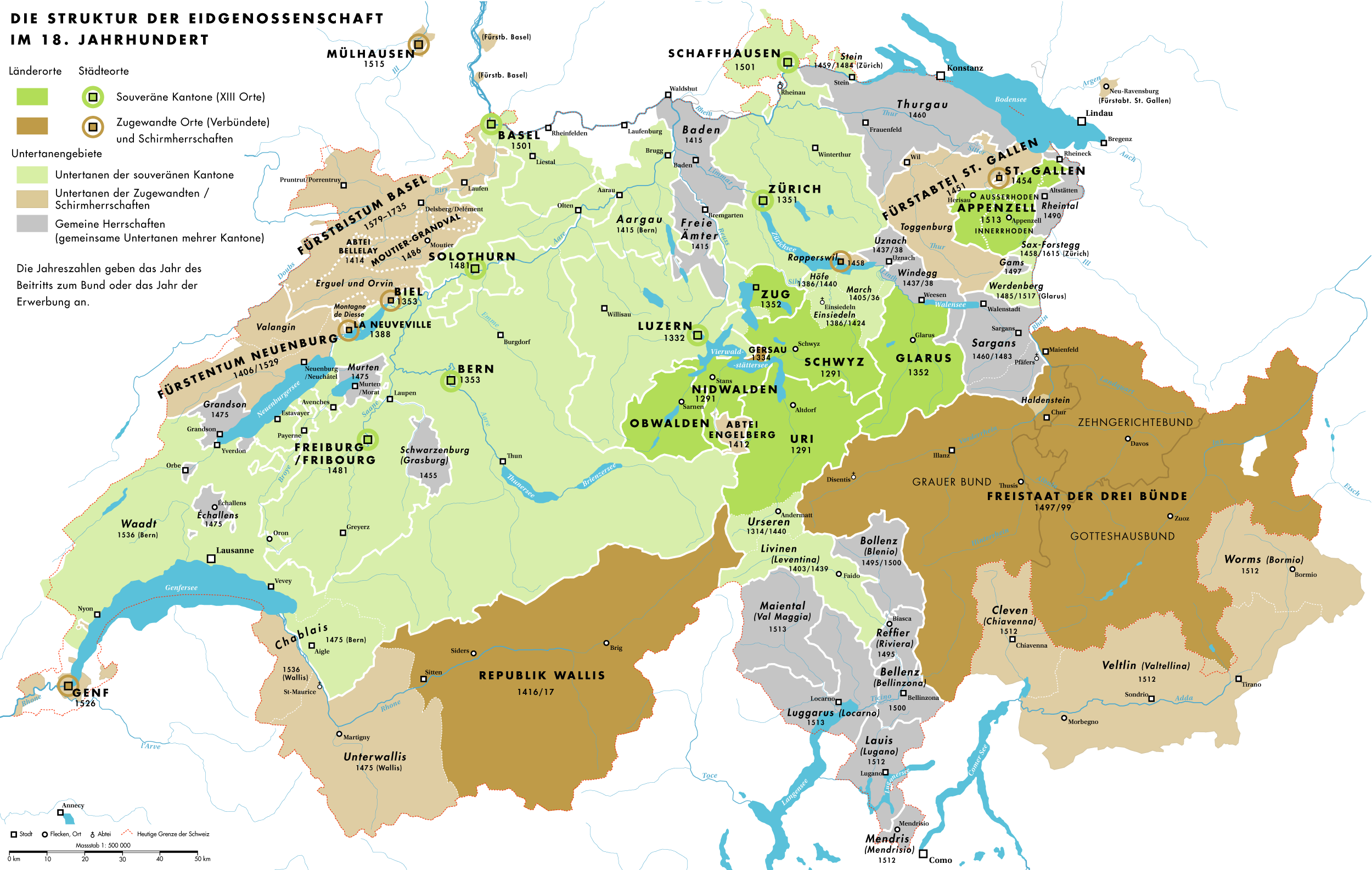
De Confederatie van de XIII kantons en zijn bondgenoten.

De Confederatie van de XIII kantons was de derde fase in het ontstaan van het Oude Eedgenootschap en vervolgens van Zwitserland, waarbij tussen 1481 en 1798 dertien kantons verenigd waren in het Oude Eedgenootschap. De vorige fase was de Confederatie van de III kantons. Na de verovering van de Confederatie door de Fransen in 1798 schaften zij de Confederatie af en vervingen ze deze door de Helvetische Republiek.
Aan het einde van de Bourgondische Oorlogen zorgde de mogelijke toetreding van Fribourg en Solothurn voor verdeeldheid tussen de landelijke kantons (zoals Uri) enerzijds en de stedelijke kantons (zoals Zürich, Bern en Luzern) anderzijds. In 1481 werd hiervoor een compromis uitgewerkt. Tien jaar later weigeren de Geconfedereerden te voldoen aan een nieuwe keizerlijke belasting, wat zou leiden tot de Zwabenoorlog die zou leiden tot de de facto erkenning van het Oude Eedgenootschap door het Heilig Roomse Rijk en de toetreding van Bazel en Schaffhausen in 1501 en Appenzell in 1513. Vervolgens werd het Oude Eedgenootschap meegesleept in de beroering van de Italiaanse Oorlogen, waar ze afwisselend een bondgenoot en een vijand waren van Frankrijk. Bij de Slag bij Marignano in 1515 zouden de Fransen de Geconfedereerden zwaar doen verliezen. De nederlaag van het Oude Eedgenootschap luidde het einde in van hun expansiepolitiek.
Tijdens de 16de eeuw kwam de Reformatie op in Zürich en won snel terrein binnen het Oude Eedgenootschap. In deze periode zouden vier godsdienstoorlogen, waaronder de Eerste Kappeleroorlog in 1529, het Oude Eedgenootschap verscheuren. Later maakte de Contrareformatie opgang in het Duitstalige deel van het land, terwijl de Reformatie zich doorzette in het Franstalige westen van het land, in de kantons Vaud, Neuchâtel en Genève. Dat laatste kanton zou kortstondig de Republiek Genève worden (1534 tot 1541). Ondertussen zouden de kantons Bern, Vaud en Fribourg de Savoyaarden verjagen uit het kanton Vaud en daarmee deels de landsgrenzen vastleggen zoals we die vandaag kennen.
Tijdens de Dertigjarige Oorlog (1618–1648) bleef het Oude Eedgenootschap neutraal. Zijn onafhankelijkheid werd definitief vastgelegd door de Vrede van Westfalen in 1648. De 18de eeuw was een periode van economische en wetenschappelijke welvaart in het Oude Eedgenootschap. In deze periode zou het concept van een Zwitserse natie ontstaan.